# 全球华语科幻星云奖
全球华语科幻星云奖是由世界华人科幻协会（World Chinese Science Fiction Association，CSFA）颁发的科幻奖项，自2010年起每年颁发一次。该奖项也是首个覆盖所有华人科幻作品的奖项。

## 历届获奖名单

### 2010年
- 最佳科幻/奇幻作家奖：刘慈欣、韩松
- 最佳科幻/奇幻编辑奖：姚海军（《科幻世界》）
- 最佳科幻/奇幻翻译奖：张秋早
- 最佳科幻/奇幻社团奖：42工作组
- 最佳科幻/奇幻长篇奖：《十字》（王晋康）、《人形软件》（谭剑）
- 最佳科幻/奇幻中篇奖：（空缺）
- 最佳科幻/奇幻短篇奖：《赶在陷落之前》（程婧波）
- 最佳科幻/奇幻剧目奖：《少林海宝》（王是、简梅梅）、《土星之迷》（台湾太极影音有限公司）、《太空侠》（神舟传媒）
- 最佳科幻/奇幻期刊奖：《科幻世界》
- 最佳科幻/奇幻美术作品奖：《科幻世界》2009.2封面（梁科栋）
- 最佳科幻/奇幻网站奖：《科幻网》（站长：星际浪子）
- 最佳科幻/奇幻评论奖：《科幻类型学》（杨鹏）、《寻找“幻”氏家族的荣耀》（黄海）

### 2011年
注：粗体表示金奖获得者，其余为银奖获得者
- 最佳长篇科幻小说奖：《三体3·死神永生》（刘慈欣）、《地铁》（韩松）、《神的平衡器》（陈奕璐）、《卡勒米安墓场》（迟卉）、《我的征途是星辰大海》（今何在）
- 最佳中篇科幻小说奖：《人生不相见》（何夕）、《下载记忆》（陈天中）、《孪生巨钻》（王晋康）、《斑鸠》（墨熊）、《三界》（万象峰年）
- 最佳短篇科幻小说奖：《再生砖》（韩松）、《行星风暴》（郑重）、《沧浪之水》（飞氘）、《昔日玫瑰》（长铗）、《百鬼夜行街》（夏笳）
- 最受手机读者欢迎科幻小说奖（金奖空缺）：《间客》（猫腻）、《2011：丧尸围城》（李多）、《时空观察者》（世间一元素）、《数字生命》（格子里的夜晚）、《天外来军》（铁血战士）
- 最佳科幻图书奖：《星潮》（董仁威主编）、《三体3·死神永生》（刘慈欣）、《神的平衡器》（陈奕璐）、《地铁》（韩松）、《蚁巢里的甲虫》（斯特鲁伽茨基兄弟）
- 最佳科幻期刊奖：《科幻世界》、《科幻世界译文版》、《新科幻》
- 最佳科幻影视作品奖（金奖空缺）：《嘻哈游记》（重庆帝华广告传媒有限公司）、《走马灯》（梦想街、DREAM STREET团队）、《闪光的生命》（四川师范大学电影电视学院刘凯等）、《全城戒备》（北京光线传媒股份有限公司）
- 最佳科幻作家：刘慈欣、王晋康、韩松、何夕、谭剑
- 最佳科幻编辑：杨枫、张立武、唐海涛、杨实诚、成全
- 最佳科幻传播奖：吴岩、科幻世界、果壳微科幻、科幻网、新幻界

### 2012年
注：粗体表示金奖获得者，其余为银奖获得者
- 最佳长篇科幻小说奖：《与吾同在》（王晋康）、《银河之心·天垂日暮》（江波）、《上海：最后时刻》 （钟拓奇）、《雪城》（龚钴尔）、《小城市》（叶覆鹿）
- 最佳中篇科幻小说奖：《多余的世界》（张系国）、《钟声》（郑军）、《移魂有术》（江波）、《汪洋战争》（何夕）、《高维度渗透》（碎石）
- 最佳短篇科幻小说奖：《G代表女神》（陈楸帆）、《在冥王星上我们坐下来观看》（宝树）、《时间画廊》（黄海）、《杀死一个科幻作家》（夏笳）、《回到原点》（陈奕潞）
- 最佳新锐科幻作家奖：江波、陈楸帆、宝树、李伍薰、夏笳
- 最佳科幻传播奖：董仁威、《科幻世界》、《科幻世界》译文版、《科幻网》、姬少亭
- 最佳科幻编辑奖：张兆晋、杨枫、赵晓旭、成全、刘维佳
- 最佳科幻图书奖：《西方科幻文论经典译丛》（吴岩、舒伟主编）、《流浪地球——中国科幻星云奖奠基作品选》（董仁威、刘慈欣、韩松、王晋康、何夕等）、《薄码》（陈楸帆）、《人生不相见》（何夕）、《天堂的喷泉》（阿瑟·克拉克著，陈经华、江昭明译）
- 最佳科幻影视作品奖（金奖空缺）：《超蛙战士之威武教官》（徐克导演）、《孤者定律》（钱添添导演）
- 最佳科幻美术作品奖：《陶偶》（鲨鱼丹）、《薄码》（李涛）、《永恒的雕塑》（于光远）、《最后的舰队》（赵国栋）、《未来城市》（李双跃）
- 最佳网络原创科幻作品奖：《烤肉自助星》（梁清散）、《始盗霸王龙》（柯梦兰）、《冒牌大英雄》（起点中文网）、《星碎记》（黑特喜马）、《机械帝国》（葛勇）

### 2013年
注：粗体表示金奖获得者，其余为银奖获得者
- 最佳长篇科幻小说奖：《荒潮》（陈楸帆）、《高铁》（韩松）、《决战同温层》（郑军）、《彩羽侠》（赵蕊蕊）、《异海》（蛇从革）
- 最佳中篇科幻小说奖：《开膛手在风之皮尔城》 （程婧波）、《量产超人》（陈茜）、《起风之城》（张冉）、《绿海觅踪》（墨熊）、《太阳知道答案》（谢云宁）
- 最佳短篇科幻小说奖：《以太》（张冉）、《安琪的行星》（宝树）、《外面的宇宙》（谢云宁）、《云端站》（迟卉）、《动物观察者》（陈楸帆）
- 最佳科幻图书奖：《奇点科幻丛书第一辑》（希望出版社）、《穿越2012-中国科幻名家评传》（珍藏本）（人民邮电出版社）、《古老的地球之歌》（新星出版社）、《37-柳文扬科幻小说选本》（百花文艺出版社）、《爱的算法》（四川科学技术出版社）
- 最佳原创少儿科幻图书奖：《超时空大战》（杨鹏）、《幻影魔盒》（伍剑）、《少年冒险侠第一季》（超侠）、《雪人》（程婧波）、《决战动物星球》（陆杨）

## 舉辦時間和地點
- 2010 成都
- 2011 成都
- 2012.10.27 成都
- 2013 太原